# ジメチルグリオキシム
ジメチルグリオキシム (dimethylglyoxime) とは、有機化合物で、ジアセチル（2,3-ブタンジオン）のオキシム誘導体。無色の固体。 
化学式では dmgH2 と略され、水素イオンがひとつ脱離した dmgH- が金属イオンと 1:2 錯体を作る。特にニッケル(II) とは鮮やかな赤色の沈殿を作ることから、その定量分析に用いられる。

## 合成
ジメチルグリオキシムの合成ではまずメチルエチルケトンと亜硝酸エステルからモノオキシムを作り、さらにヒドロキシルアミン硫酸ナトリウムを反応させて目的物を得る。
ベンジルなど、他の 1,2-ジケトンからも同様のグリオキシム配位子が得られる。

## ニッケル錯体

Ni(dmgH)_{2} 錯体

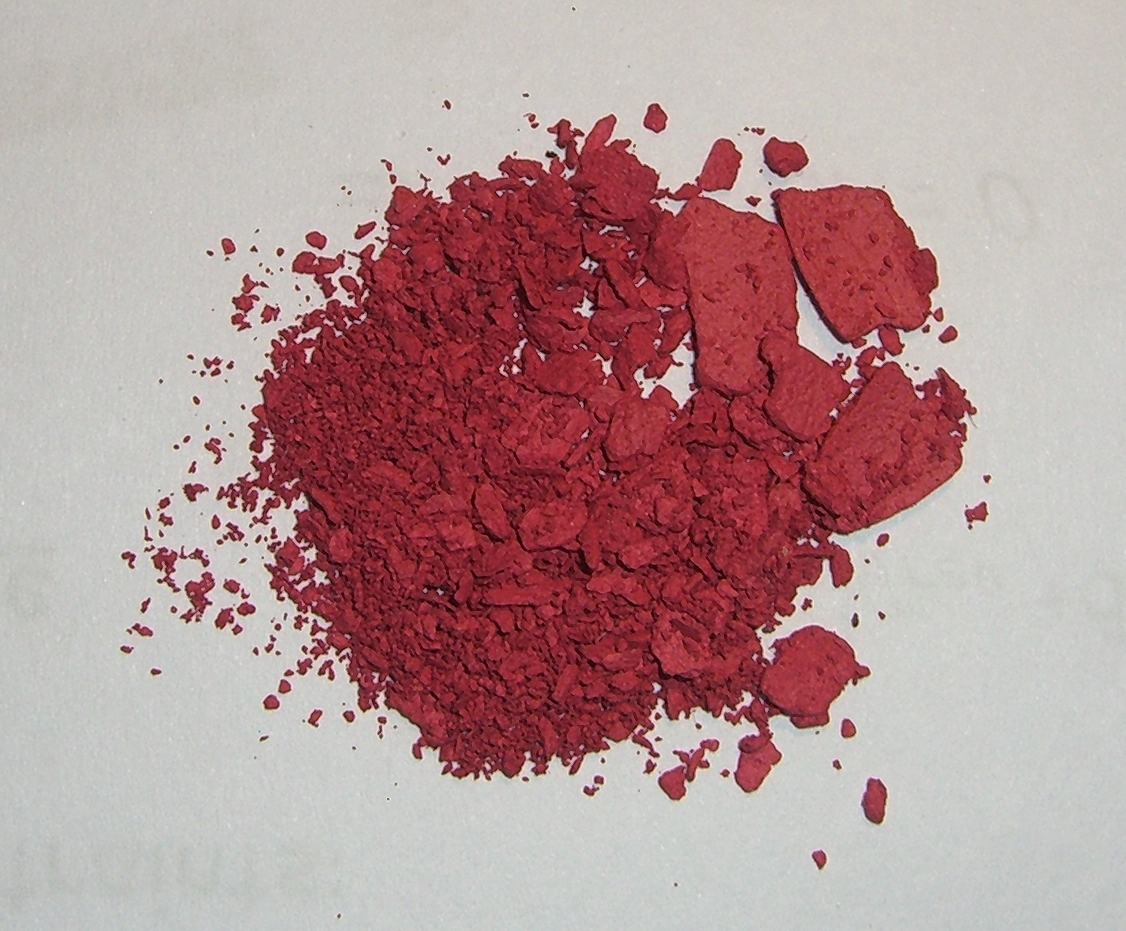
Ni(dmgH)_{2} 錯体の粉末

ジメチルグリオキシムはニッケルの重量分析においてキレート剤として利用される。その有用性は、レフ・シュガエフによって1905年に発見された。定量分析においてジメチルグリオキシムはエタノール溶液の形で用いられる。ジメチルグリオキシムから水素イオンが脱離した共役塩基 (dmgH-) が金属イオンと錯体を作る。さらに 2個の dmgH- 配位子の間では水素結合により大員環構造が形作られる。もっとも知られているジメチルグリオキシム錯体は明るい赤色を示すニッケル(II)錯体 Ni(dmgH)2 であり、ニッケル(II) 源とジメチルグリオキシムから速やかに得られる。平面状の構造を持ち不溶性のため、溶液中から沈殿として分かれる。その性質から鉱石など金属が混じったサンプルからニッケルの定量に利用される。

## コバロキシム
ジメチルグリオキシムの窒素は sp2混成をとっており、配位子となった場合も同様である。錯体の平面性はシアノコバラミン（ビタミンB12）など、いくつかの天然に存在する大環状配位子と似る。グリオキシムの一連のコバルト錯体 CoR(dmgH)2L（R はアルキル基など、L はピリジンなどの配位子）は コバロキシム (cobaloxime) と呼ばれ、モデル化合物として研究される。コバロキシムの中では R 基と配位子 L はコバルト上でアキシアルの位置関係にあり、グリオキシムの平面とは垂直方向に位置している。